# S/2003 J 4

S/2003 J 4 — нерегулярний супутник Юпітера. 

## Відкриття
Його було відкрито командою астрономів із Гавайського університету під керівництвом Скота Шепарда (англ. Scott S. Sheppard) в 2003 році, і тимчасово присвоєно ім'я S/2003 J 4, офіційного імені поки що йому не присвоєно.

## Фізична та орбітальні характеристики
Діаметр супутника становить приблизно 2 кілометра, повний оберт навколо орбіти Юпітера на середній відстані в 	23 928 000 км за 755,22 дня з нахилом 147° до екліптики (149° до екватора Юпітера), рухається в зворотному напрямку з ексцентриситетом 0,3558. Густина оцінюється приблизно в 2,6 г/см3. Можливо складається з силікатних порід. Дуже темна поверхня має альбедо 0,04. Зоряна величина становить 23,0m.
Він належить до групи Пасіфе, що складається з нерегулярних ретроградних орбіті супутників, що обертаються навколо Юпітера на відстані в діапазоні між 22,8 до 24,1 гм від Юпітера; нахил орбіти між приблизно 144,5 до 158,3 градусів, ексцентриситет між 0,25 до 0,43.